# 大理无心菜
大理无心菜（学名：Arenaria delavayi）是石竹科无心菜属的植物，为中国的特有植物。分布在中国大陆的云南、西藏等地，生长于海拔3,600米至4,000米的地区，多生长于山地，目前尚未由人工引种栽培。

## 别名
川西无心菜（中国高等植物图鉴补编） 戴氏蚤缀（拉汉种子植物名称）